# Torrione corazzato

Il torrione del Doria evidenziato dalla freccia

Il torrione corazzato di comando era sulle navi da guerra l'equivalente di un bunker che serviva a garantire il controllo dell'unità navale in presenza di danni estesi, garantendone in questo modo le funzioni vitali. Le navi dotate di torrione corazzato erano le corazzate e gli incrociatori. Il torrione era costituito da un cilindro che sovrastava la plancia di comando e recava nella parte alta delle feritoie.
Il torrione sostanzialmente era una stazione di comando e di controllo dotato di una corazzatura equivalente o superiore a quella massima della nave.
Il torrione era situato sopra il ponte di comando e destinato a sostenere le apparecchiature per la direzione del tiro e per l’impiego del radar e di ogni altra strumentazione che necessitava di una postazione sopraelevata.
Nelle costruzioni italiane degli anni trenta il torrione era caratterizzato dalla forma  tronco-conica e priva di tutte le sovrastrutture non resistenti.